# Coyote vs. Acme
Coyote vs. Acme é um filme americano do gênero comédia que mistura o uso de live-action com animação, dirigido por Dave Green a partir de um roteiro escrito por Samy Burch, com uma história de Burch, James Gunn, e Jeremy Slater. O filme é estrelado por John Cena, Will Forte e Lana Condor.
Inicialmente, a Warner Bros. Discovery arquivou o filme em novembro de 2023 para que pudesse obter uma redução de impostos de US$ 30 milhões, tornando-o o terceiro filme a ser arquivado pela WBD depois de Batgirl e Scoob!: Holiday Haunt. No entanto, a reação pública levou a empresa a reverter a decisão no mesmo mês, permitindo que os cineastas comprassem o filme para outros distribuidores. Após várias negociações malsucedidas com diversos distribuidores, a Ketchup Entertainment adquiriu os direitos em março de 2025, após tê-lo feito anteriormente com  The Day the Earth Blew Up: A Looney Tunes Movie, da Warner Bros. Animation. O filme tem lançamento previsto para 2026.

## Sinopse
Wile E. Coyote processa a Acme Corporation pelos dispositivos com defeito que ele recebeu enquanto tentava pegar o Papa-Léguas. Wile se une a um advogado humano azarado que descobre que seu chefe em seu antigo escritório de advocacia está representando a Acme.

## Elenco
- John Cena como Buddy Crane
- Will Forte como Kevin Avery
- Lana Condor como Paige Avery
- P.J. Byrne como Bill Pellicano
- Eric Bauza
- Jeff Bergman
- Bob Bergen

## Produção

### Desenvolvimento
Em outubro de 2010, a dupla de roteiristas Kevin e Dan Hageman vendeu um roteiro para a Warner Bros. sobre a Acme Corporation, com o filme planejado para seguir o estilo de Homens de Preto e começar uma nova franquia, com Dan Lin e Roy Lee como produtores. Em agosto de 2014, foi noticiado que Ashley Miller e Zack Stentz, roteiristas de Thor (2011), iriam escrever o roteiro, com Glenn Ficarra e John Requa em negociações para serem os diretores. Steve Carell interpretaria o CEO da Acme.
Em agosto de 2018, a Warner Bros. anunciou o desenvolvimento de um filme estrelado por Wile E. Coyote, intitulado Coyote vs. Acme, com o diretor de The Lego Batman Movie, Chris McKay, como produtor e Jon e Josh Silberman escrevendo o roteiro. Em dezembro de 2019, Dave Green assinou contrato para dirigir o filme, enquanto Jon e Josh Silberman deixaram de serem os roteiristas, embora permaneceram como produtores. Em dezembro de 2020, McKay deixou o projeto, enquanto Jon e Josh Siblerman deixaram de serem produtores e retornaram a escreverem o roteiro ao lado de Samy Burch, Jeremy Slater e James Gunn. Junto com a saída de McKay, foi relatado que o filme se inspiraria no artigo fictício da New Yorker de mesmo nome de Ian Frazier. O filme contou com o diretor de fotografia Brandon Trost. Burch recebeu o crédito de roteiro, com Burch, Slater e Gunn tendo "história por".

### Escalação do elenco
Em fevereiro de 2022, John Cena foi anunciado como o principal antagonista do filme, descrito como o advogado em defesa da ACME e o ex-chefe do advogado de Coyote. Ele já colaborou com Gunn nos projetos do Universo Estendido da DC, The Suicide Squad (2021) e Peacemaker (2022). No mês seguinte, Will Forte e Lana Condor foram adicionados ao elenco, com Forte estrelando como o advogado de Coyote. Em novembro de 2022, Frangolino, Vóvo, Frajola e Piu-Piu foram confirmados para participar do filme.  Em dezembro de 2022, Pernalonga, Patolino, Hortelino e Eufrazino-puxa briga também foram confirmados que apareceriam no filme.  Em janeiro de 2023, foi confirmado que Gaguinho estaria no filme. Mais tarde naquele mês, Will Forte disse que muitos personagens dos Looney Tunes além de Wile E. Coyote e Papa-Léguas iriam aparecer no filme. P. J. Byrne também teve um papel no filme.

### Filmagens
As filmagens do filme começaram em 1º de abril de 2022 em Albuquerque, Novo México, conhecido por ser um cenário icônico referenciado em vários desenhos animados de Looney Tunes. As filmagens terminaram em 28 de maio de 
2022.

### Música
A trilha sonora do filme foi composta por Steven Price.

### Animação
A animação do filme foi fornecida pelo estúdio DNEG.
O dublador Eric Bauza postou a primeira imagem do filme nas redes sociais, mostrando que o filme se inspirou no mundo e na animação dos desenhos animados originais, e em filmes como Uma Cilada para Roger Rabbit, pela mistura do filme de animação clássica e live-action. Wile E. Coyote e outros personagens dos Looney Tunes que apareceram em papéis coadjuvantes foram animados pelos animadores 3D da DNEG, que trabalharam em estreita colaboração com artistas de esboço 2D, para permanecerem o mais fiéis possível à sua aparência 2D clássica. Além disso, o Duncan Studio forneceu a animação tradicional para os personagens do Looney Tunes que apareceram em participações especiais.

## Lançamento
Coyote vs. Acme foi originalmente agendado para ser lançado nos Estados Unidos em 21 de julho de 2023, pela Warner Bros. Pictures. Em 26 de abril de 2022, o filme foi retirado do calendário de lançamentos da Warner Bros., com Barbie assumindo sua data de lançamento original. No entanto, o filme foi planejado para ser lançado  em 2026.

### Cancelamento inicial
Em 9 de novembro de 2023, os funcionários da Warner Bros. anunciaram que o filme estava concluído, mas que não o lançariam, porque a Warner Bros. Discovery preferiu reivindicar um prejuízo fiscal de cerca de US$ 30 milhões. A equipe só foi informada da decisão depois que o filme foi concluído. A medida atraiu críticas de cineastas, veículos de animação e representantes de talentos. Vários cineastas deixaram telefonemas furiosos para a Warner Bros. expressando sua frustração com a decisão. Outros também cancelaram reuniões com o estúdio. Muitos notaram que o filme atraiu elogios em exibições de teste e interesse de potenciais compradores.  O público de teste que viu o filme incluiu Phil Lord e Chris Miller, Michael Chaves e Daniel Scheinert. O diretor Dave Green, supostamente um ávido fã dos Looney Tunes, expressou sua decepção com o cancelamento do filme.
Em 13 de novembro de 2023, o Puck relatou que os líderes da Warner Bros. Discovery reverteram sua decisão e permitiram aos cineastas a opção de vender o filme para outras distribuidoras.  O Deadline Hollywood informou que a Amazon MGM Studios, Apple Studios e Netflix estavam interessadas em comprar os direitos de distribuição do filme.  O TheWrap informou que apesar do interesse das distribuidoras no filme, "atualmente não há ofertas concretas e que Green está elaborando sua própria 'campanha publicitária'".
Em 8 de dezembro, o Deadline Hollywood informou ainda que o filme havia sido exibido para mais estúdios, incluindo Paramount Pictures e Sony Pictures. Destes, a Netflix e a Paramount fizeram propostas, sendo que esta última incluía um lançamento nos cinemas; A Amazon ainda estava interessada, apesar de não ter feito propostas formais; e a Sony e a Apple não planejavam fazer ofertas.

### Possível cancelamento final
Em 9 de fevereiro de 2024, o TheWrap informou que a Warner Bros. Discovery rejeitou as propostas da Netflix, Amazon e Paramount. A empresa queria US$ 75 a US$ 80 milhões para vender o filme, mas nenhum distribuidor atingiu o preço e a Warner Bros. Discovery rejeitou contrapropostas. A empresa considerou arquivar e excluir o filme (que permanecia no limbo na época) e novamente reivindicá-lo como prejuízo fiscal.     Após a divulgação dos lucros do quarto trimestre de 2023 em 23 de fevereiro de 2024, a Warner Bros. Discovery sofreu uma redução de US$ 115 milhões, sem confirmar diretamente o cancelamento do filme. Em abril de 2024, um porta-voz da Warner Bros. disse ao The New York Times que embora o destino do filme não seja claro, ele "permanece disponível para aquisição".

### Repercussão
Tal como aconteceu com o cancelamento inicial, a reportagem do TheWrap sobre o possível cancelamento final do filme atraiu críticas online. As hashtags #ReleaseCoyoteVsAcme e #SaveCoyoteVsAcme, juntamente com outras hashtags relacionadas a ela, começaram a ser tendência em 9 de fevereiro de 2024 (data de lançamento do artigo) e continuaram a ser tendência nas semanas seguintes no Twitter.
Bauza abordou isso em uma troca improvisada entre Pernalonga e Patolino durante seu discurso no 51º Annie Awards, com ele dizendo "Libere Coiote vs. Acme!" na voz de Patolino.  Phil Lord, que assistiu a uma exibição antecipada do filme, disse: "É anticompetitivo se um dos maiores estúdios de cinema do mundo evita o mercado para usar uma brecha fiscal para amortizar um filme inteiro para que possam fundir mais facilmente com um dos maiores estúdios de cinema do mundo? Porque PARECE anticompetitivo.".
Em fevereiro de 2024, Will Forte divulgou um comunicado após ver a versão final do filme, dizendo: "Para o elenco e a equipe de Coyote Vs Acme - eu sei que muitos de vocês não tiveram a chance de ver nosso filme. E infelizmente, parece que você nunca verá. Quando ouvi pela primeira vez que nosso filme estava sendo 'excluído', eu ainda não o tinha visto. Então, estava pensando o que todo mundo deve estar pensando: essa coisa deve ser um pedaço de lixo. Mas então eu o vi. E é incrível.".
Em 10 de março de 2024, durante o tapete vermelho do 96º Oscar, Burch disse que as conversas ainda estavam em andamento dentro da Warner Bros e que "esperamos que de alguma forma ele encontre seu lar e não acabe preso em um cofre pelo resto do tempo.".

### Lançamento
Em 31 de Março de 2025 foi anunciado que a Ketchup Entertainment comprou os direitos do filme e será lançado em 2026 nos cinemas mundialmente.